# Ion Negoițescu
Ion Negoițescu (Cluj-Napoca, 10 agosto 1921 – Monaco di Baviera, 6 febbraio 1993) è stato uno scrittore, poeta e saggista romeno.

## Biografia
È stato uno storico letterario, critico, romanziere e memorialista, nonché uno dei membri più importanti del Circolo letterario di Sibiu.
Figura ribelle ed eccentrica, Negoițescu iniziò la sua carriera mentre era ancora adolescente, facendosi conoscere come ideologo letterario della generazione degli anni quaranta del secolo scorso. Fu anche uno dei pochi intellettuali apertamente omosessuali in Romania ad essersi dichiarato tale prima del 1990.

## Opere

### Critica e storia letteraria
- Despre mască și mișcare, Sibiu, 1944
- Scriitori moderni, Bucarest, EPL, 1966
- Poezia lui Eminescu, Bucarest, EPL, 1967 (ed. a II-a, Bucarest, Ed. Eminescu, 1970; ed. a IV-a, Cluj, Ed. Dacia, 1995)
- Analize și sinteze, Bucarest, Ed. Albatros, 1968
- Însemnări critice, Cluj, Ed. Dacia, 1970
- Eugen Lovinescu, Bucarest, Ed. Albatros, 1970
- Lampa lui Aladin, Bucarest, 1971
- Engrame, Bucarest, Ed. Albatros, 1975
- Alte însemnări critice, Bucarest, Ed. Cartea Românească, 1980
- Scriitori contemporani, Cluj, Ed. Dacia, 1994 (ed. a II-a, Pitești, Ed. Paralela 45, 2000)
- Istoria literaturii române, vol. I (1800-1945), Bucarest, Ed. Minerva, 1991 (ed. a II-a, Cluj, Ed. Dacia, 2002)
- Însemnările unui cosmopolit, edizione a cura di Dan Damaschin, Pitești, Ed. Paralela 45, 1999

### Poesia
- Povestea tristă a lui Ramon Ocg, Sibiu, 1941
- Sabasios, Bucarest, EPL, 1968
- Poemele lui Balduin de Tyaormin, Bucarest, EPL, 1969
- Moartea unui contabil, Bucarest, Ed. Cartea Românească, 1972
- Viaţa particulară, Bucarest, Ed. Cartea Românească, 1977

### Corrispondenza, memorialistica
- Un roman epistolar, Ion Negoiţescu – Radu Stanca, 1945-1961, Bucarest, Ed. Albatros, 1978
- Straja dragonilor, edizione a cura di Ion Vartic, Cluj, Ed. „Biblioteca Apostrof”, 1994
- Ora oglinzilor, pagini de jurnal, edizione a cura di Dan Damaschin, Cluj, Ed. Dacia, 1997
- Dialoguri după tăcere, scrisori către S. Damian, Bucarest, Ed. DU Style, 1998